# 프라카시 라이
프라카시 라이(Prakash Raj, 1965년 3월 26일 ~ )는 인도의 배우이다.

## 출연 작품
- 아수란 (2019)
- 골말 어게인 (2017)
- 템퍼 (2015)
- 소중한 내 사랑 (2015)
- 옥가라네 (2014)
- 엔터테인먼트 (2014)
- 라지조 (2013)
- 잔지어 (2013)
- 폴리스가이 (2013)
- 온골 지타 (2013)
- 시탐마 바키틀로 시리말레 체투 (2013)
- 다방 2 (2012)
- 카메라맨 갱가 소 람바부 (2012)
- 바드리나트 (2011)
- 두쿠두 (2011)
- 모범경찰 싱감 (2011)
- 싱감 (2010)
- 오렌지 (2010)
- 원티드 (2009)
- 실크 사리 (2008)
- 로그 (2006)
- 스탈린 (2006)
- 아타두 (2005)
- 바르샴 (2004)
- 오카두 (2003)
- 인드라 (2002)
- 샥티: 더 파워 (2002)